# Bangala (Sprache)
Bangala oder Ngala ist eine Bantusprache, welche im nordöstlichen Teil des Kongo, im Süden des Sudan, und im äußersten Westen Ugandas gesprochen wird.
Es ist im Grunde eine abweichende Form des Lingala und wird von Völkern verschiedener Muttersprachen als Verkehrssprache verwendet, seltener jedoch als Muttersprache. Die geschätzte Zahl der Sprecher der Sprache variiert zwischen 2 und 3,5 Millionen. Es wird in den östlichen und nordöstlichen Bereichen gesprochen, wo auch Lingala gesprochen wird.

## Geschichte
Als die Sprache Lingala sich im Westen und Süden ausbreitete, wurde ihr Vokabular zunehmend von Sprachen anderer Volksgruppen und Regionen ersetzt, und es wurde mehr als eine Interimssprache (eine Sprache, welche sich aus Elementen zweier oder mehrerer Sprachen zusammensetzt) und wurde als eine andere Sprache klassifiziert – Bangala. Das Vokabular von Bangala weicht ab – abhängig von der Muttersprache seiner Sprecher.
Um die 1980er Jahre, mit der Beliebtheit und der gewachsenen Zugänglichkeit des Lingala in der modernen Musik, begannen junge Leute in großen Dörfern und Städten so viel aus dem Lingala zu übernehmen, dass ihr Bangala zunehmend den Status eines Dialekts anstelle einer anderen Sprache annahm.